# Morir en martes
Morir en martes es una serie de televisión mexicana, bajo la dirección de Bernardo Serna, producida por Carlos Murguía y Raquel Rocha, creada y desarrollada por la guionista Daniela Richer. Se estrenó el 1 de junio de 2010 por el canal Telehit y consta de 16 episodios, finalizando el 14 de septiembre de 2010. Fue renovada para una segunda temporada que fue estrenada el 28 de junio de 2011.

## Sinopsis
Es una serie policíaca que narra en un 50 por ciento la vida de dos detectives, espina dorsal de la trama, y el otro 50 por ciento se centra en la investigación de un asesinato.

### Primera temporada
Dentro de una escuela de arquitectura de renombre, la joven estudiante Karla Quintana ha sido brutalmente asesinada. Profesores, amigos, familiares y personal de la misma escuela son todos sospechosos y relacionados con su desaparición. Un joven detective aficionado y su mentor tienen la responsabilidad de resolver su asesinato.

### Segunda temporada
El detective Mayer está de regreso y junto con su malhumorado mentor se dan a la tarea de buscar al responsable del asesinato del joven enfermero Santiago Vázquez. Todo indica que es obra de un asesino en serie cuyo modus operandi es quemar a sus víctimas hasta dejarlas completamente calcinadas.

## Reparto

### Primera temporada
- Fernando Noriega como Eugenio Mayer.[4][5]
- David Arauza como Alfredo Casillas.
- Elizabeth Valdez como Silvia Morales.[6]
- Arturo Islas como Sergio Martinez.
- Archie Lafranco como Raul Medrano.
- Jaume Mateu como Aldo Marretti.
- Oliver Cantú Lozano como Arturo Campos.
- Siouzana Melikián como Lucia Santos-Darey.[7]
- Ludyvina Velarde como Karla Quintana.

- Francisco Rangel como Director Braulio Serna.
- Jorge Paz como Jaime el intendente.
- Diana Bovio como Vanesa.
- Natalia Sainz como Laura.
- Rodrigo Sainz como Misael.
- Willy Granados como prensa.
- Guido Smulevich como Coach.
- Winston Granados como prensa.
- Aldo Gallardo como Mauricio.
- Sofía Garza como Roberta.

### Segunda temporada
- Fernando Noriega es Eugenio Mayer.
- David Arauza es Alfredo Casillas.
- Silvia Pasquel es Verónica Vázquez.
- Juan Benavides es Damián Jiménez.
- Manuel Balbi es Santiago Vázquez.
- Ana Ochoa es Sofía Leal.
- Aldo Gallardo es Humberto Díaz.
- Thanya López es Lola.
- Alex Saavedra es Guillermo Nava.
- Willy Granados es Prensa.
- Daniela Amaya es Carmen Elizondo.
- Winston Granados es Prensa.
- Kristoff Razcinsky es Gallo.
- José Andrés Mojica es Héctor Tapia.
- Faride Ortíz es Tina.

## Episodios
La primera temporada de la serie constará de 16 episodios de aproximadamente media hora de duración; el primer episodio de la serie fue nombrado El último día, y se transmitió el 1 de junio de 2010.
| Temporadas        | Episodios | Primera transmisión | Última transmisión       |
| ----------------- | --------- | ------------------- | ------------------------ |
| Primera Temporada | 16        | 1 de junio de 2010  | 14 de septiembre de 2010 |
| Segunda Temporada | 16        | 28 de junio de 2011 | 11 de octubre de 2011    |